# IC 3080
IC 3080 је спирална галаксија у сазвјежђу Береникина коса која се налази на листи објеката дубоког неба у Индекс каталогу.
Деклинација објекта је + 14° 11' 24" а ректасцензија 12h 16m 2,6s. Привидна величина (магнитуда) објекта IC 3080 износи 14,1 а фотографска магнитуда 15,0. IC 3080 је још познат и под ознакама CGCG 69-115, VCC 176, NPM1G +14.0312, PGC 39269.